# Sielsowiet Widzibór
Sielsowiet Widzibór (biał. Відзіборскі сельсавет; ros. Видиборский сельсовет) – sielsowiet na Białorusi, w obwodzie brzeskim, w rejonie stolińskim, z siedzibą w Widziborze.
Według spisu z 2009 sielsowiet Widzibór zamieszkiwało 2357 osób, w tym 2268 Białorusinów (96,22%), 37 Rosjan (1,57%), 29 Polaków (1,23%), 21 Ukraińców (0,89%), 1 osoba z dwiema lub więcej narodowościami i 1 osoba, które nie podała żadnej narodowości.

## Miejscowości
- wsie:
  - Duboj
  - Juniszcze
  - Komarniki
  - Kruszyna
  - Osowa
  - Osowce
  - Widziborzec
  - Widzibór
  - Worsyń
  - Wólka Oreja
  - Terebiszcze